# 福島資剛
福島 資剛（ふくしま もとたけ、1944年7月21日 - ）は、日本の元俳優である。　
長野県松本市出身。明治大学卒業。

## 来歴・人物
大学在学中にアルバイトを兼ねて劇団民芸に大道具係として入団。その後、俳優を志すようになり劇団青俳に移籍する。
1972年、青俳同期であり親友でもあった戸野広浩司の事故死に伴い『快傑ライオン丸』のタイガージョー / 虎錠之介役の依頼を受けたものの一度は辞退。最終的に同期生で戸野広と親交が深かった俳優・狭間鉄の勧めを受ける形で演じることを承諾し、第42話「殺しの流れ者 キルゴッド」より虎錠之介役で出演する。しかし乗馬が得意だった戸野広と違い福島は全く馬に乗れなかったため、福島に交替後の錠之介は乗馬のシーンが無くなった。引き続き『風雲ライオン丸』にも出演。
その後、所属していた「青俳」の解散と前後して芸能界を引退。芸能界引退後はNHKの大道具スタッフを経て、ペンション経営者となった。
『快傑ライオン丸』・『風雲ライオン丸』の共演者でもある潮哲也の主演作『仮面天使ロゼッタ』が、『仮面天使ロゼッタ 漆黒のフレイア』としてオリジナルビデオ化される際に、潮を通じて原案担当の畑澤和也の希望を受け、潮の上司役として26年ぶりに共演。当初は躊躇していたが、1シーンのみということで出演するに至った。潮によれば、相当緊張していたという。

## 出演歴

### テレビドラマ
- 弥次喜多隠密道中 第7話「秋葉の火祭り」（1971年、NTV / 歌舞伎座テレビ室）- アメ屋
- キイハンター 第189話「殺されに来た金色の眼の女」（1971年、TBS / 東映）
- 新・平家物語（1972年、NHK）
- 快傑ライオン丸 第42話「殺しの流れ者 キルゴッド」 - 第54話「ライオン丸 最後の死闘」（1972年 - 1973年、CX / ピー・プロダクション）- 虎錠之介 / タイガージョー
- 風雲ライオン丸（1973年、CX / ピー・プロダクション）- 虎錠之介 / タイガージョーJr.
  - 第11話「生きていたタイガージョー!」
  - 第13話「たてがみかがやくライオン丸」- 第16話「忍者（しのび）の掟に明日はない!!」
  - 第21話「よみがえれ弾丸（ロケット）変身!!」
  - 第25話「マントル地下帝国最後の日!!」
- つぶやき岩の秘密（1973年、NHK） - 小林晴雄
- 走れ!ケー100 第14話「ニセモノ紋太富士を行く」（1973年、TBS / C.A.L）- 八郎
- 銭形平次 第410話「夢が殺した」（1974年、CX / 東映）
- 水戸黄門 第5部 第2話「仇討ち甲州路」（1974年、TBS / C.A.L）- 源太

### ビデオ作品
- 仮面天使ロゼッタ 漆黒のフレイア（1999年）- 中田商事社長（友情出演）